# 凯雷姆沙洛姆
凯雷姆沙洛姆口岸（希伯來語：מעבר כרם שלום）是加沙地带-以色列边界和埃及—加沙邊界交界处的一个边界过境点（口岸）。它由以色列机场管理局管理，这一口岸通常只供货物通行。以色列或埃及运送货物的卡车可以通過這裡前往加沙地带。